# 热拉尔·梅斯特拉莱
热拉尔·梅斯特拉莱（法語：Gérard Mestrallet，法語發音：[ʒeʁaʁ mɛstʁalɛ]；1949年4月1日—），法国商人。自2008年起担任苏伊士环境集团总裁，并为巴黎Paris Europlace财经论坛的主席。

## 生平
从国家行政学院毕业后，热拉尔.梅斯特拉莱进入在雅克·德洛爾领导下的法国财政部（Ministère de l'Économie et des Finances）工作。
1984年，热拉尔加入苏伊士集团集团担任财务项目负责人。
1987年，他就任苏伊士集团旗下的欧洲法律权益公司（la Compagnie Européenne des Droits）总裁。
1991年1月，他就任苏伊士集团副总裁，然一个月后便赴任法国兴业银行比利时区的主席。
1995年，他正式就任苏伊士集团总裁。